# Материнка звичайна
Матери́нка звича́йна (Origanum vulgare L.) — багаторічна трав'яниста рослина родини глухокропивових з коротким кореневищем. Використовується в кулінарії під назвою орега́но, зокрема в італійській кухні. Може застосовуватися як лікарська рослина.
Родова назва Origanum у перекладі означає «прикраса гір»: від грец. ὄρος — «гора» і γάνος — «прикраса» (видова назва vulgare латинською — «повсюдна» або «звичайна»).

## Опис рослини
Кореневище гіллясте, часто повзуче. Стебло (30-60 см заввишки) пряме, при основі часто гіллясте, чотиригранне, у нижній частині циліндричне. Листки супротивні, черешкові, довгаста-яйцеподібні (14 см завдовжки), зверху темно-зелені, зісподу світліші, віддалено дрібнозубчасті, довжиною 1—4 см. Квітки з приквітками, дрібні, неправильні, зрослопелюсткові, у щиткоподібно-волотистих суцвіттях. Чашечка дзвоникувата, п'ятизубчаста, з 13 жилками; віночок невиразно двогубий (5-7 мм завдовжки), рожевий або темно-рожевий, рідше білуватий; верхня губа його виїмчаста, нижня з трьома різними лопатями. Тичинок чотири, маточка одна, стовпчик один, зав'язь верхня, чотирилопатева. Плід — розпадний горішок, горішки овальні, гладенькі. Маса 1000 насінин близько 0,1 г.

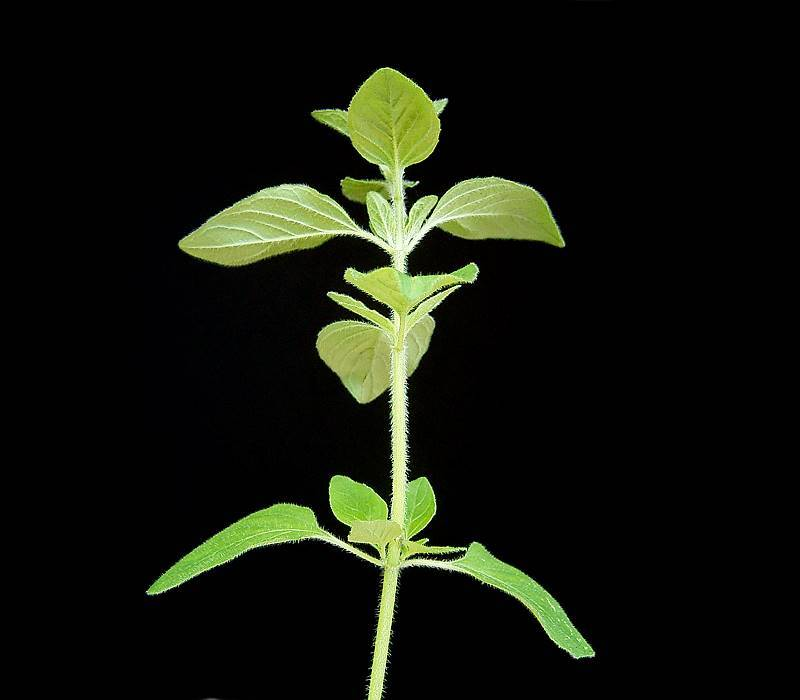
Пагін
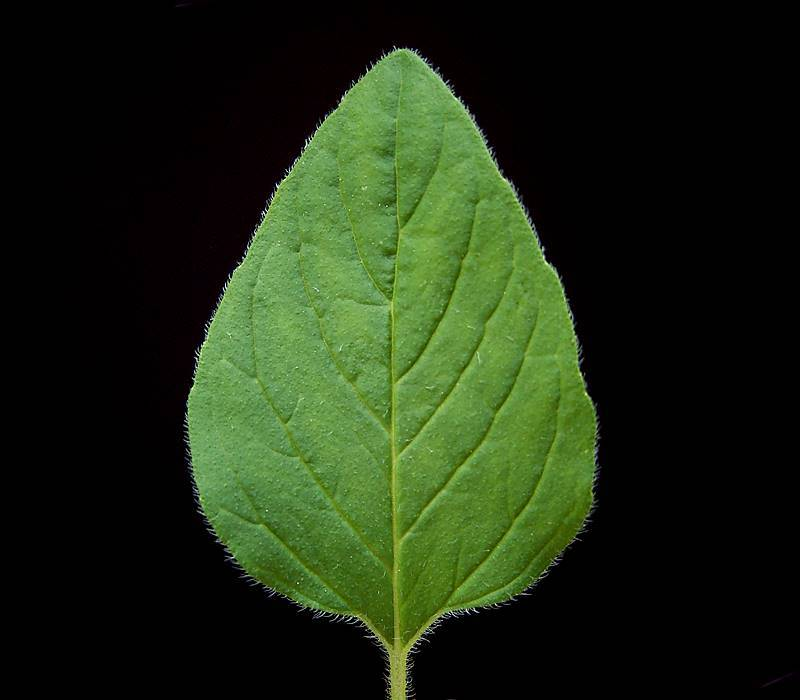
Листя
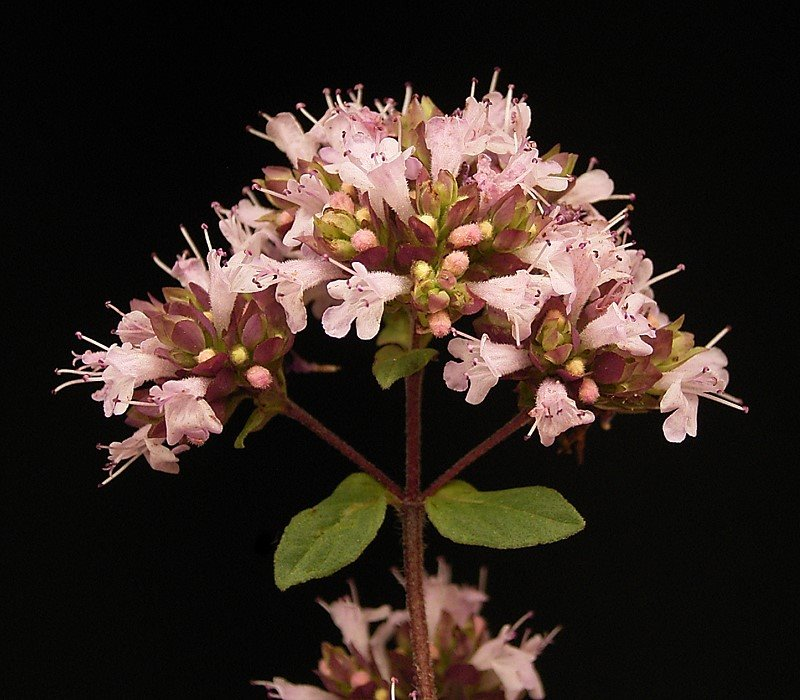
Суцвіття
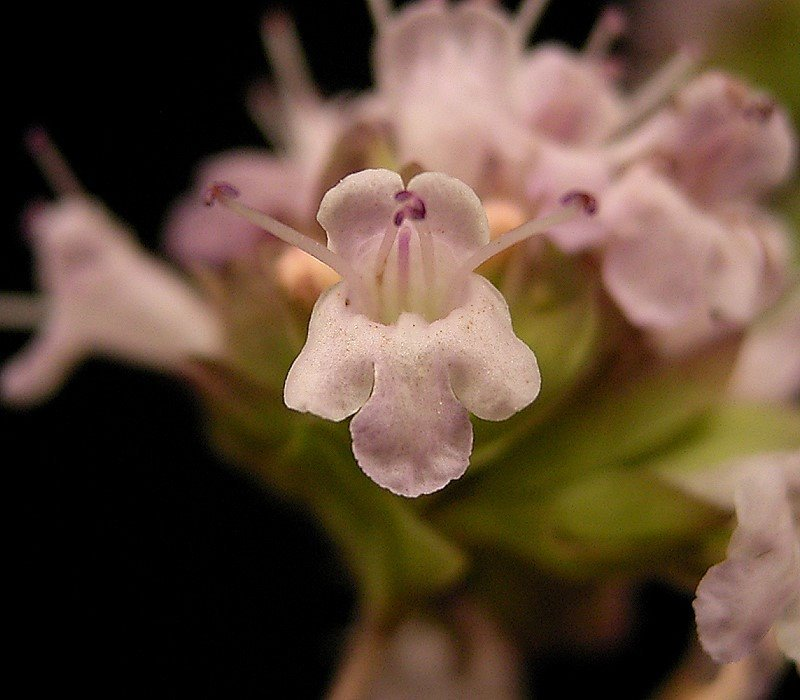
Квітка

## Поширення
Росте в мішаних і листяних лісах, серед чагарників, на галявинах. Тіньовитривала рослина. Цвіте в червні — серпні.
Поширена по всій Україні. Райони заготівель: Волинська, Житомирська, Київська, Рівненська, Чернігівська, Полтавська, Сумська, Черкаська, північна частина Кіровоградської області. Запаси сировини значні.

## Практичне використання
Лікарська, харчова, ефіроолійна, медоносна, фарбувальна, танідоносна, інсектицидна, декоративна рослина.
3 лікувальною метою в науковій медицині використовують квітучі пагони материнки — Herba Origani, які рекомендують для збудження апетиту, при атонії кишечника, як відхаркувальний засіб при кашлі та хворобах дихальних шляхів, при безсонні, ревматизмі й конвульсіях. Материнка входить до складу грудних, потогінних, вітрогінних чаїв і збору для полоскання горла.
У листках і квітках материнки містяться дубильні речовини, вітамін С, каротин, ефірні олії.
У народній медицині материнку застосовують для збудження апетиту й для поліпшення травлення, при зниженій кислотності шлункового соку, проносах, туберкульозі легень, хворобах печінки, ангіні, кашлі, гіпертонії й епілепсії, відсутності менструації, після пологів, при грипі та нервових збудженнях, при бронхіальному й коклюшному кашлі.
Зовнішньо використовують для ароматичних ванн, при болях у горлі, лишаях, висипах на тілі, золотусі, для загоювання ран, при рахіті.
У гомеопатії застосовують есенцію зі свіжозібраної рослини.
Листки материнки використовують при солінні огірків, для ароматизації квасу, горілчаних настоїв, як сурогат чаю.
Ефірна олія з квіток материнки містить тимол, сесквітерпени, вільні спирти, фітонциди. Завдяки цьому материнка має високу антимікробну активність. Ефірну олію застосовують як болезаспокійливий засіб, у парфумерній промисловості та миловарінні.
Материнка — добрий літній медонос, що дає підтримуючий взяток. Бджоли охоче відвідують материнку, особливо в першій половині цвітіння. За сприятливих умов одна квітка за добу виділяє до 0,3 мг нектару, який містить 30—50 % цукрів. При наявності на 1 га 50—400 стеблин медопродуктивність материнки коливається від 10 до 20 кг.
Надземні частини материнки містять таніди й барвники, які фарбують шерсть і шовк в оранжево-червоний, коричневий, чорний, вишневий і оливковий кольори.
Дуже часто материнку використовують як інсектицид для боротьби з домашніми паразитами (клопами, блохами, міллю), нею натирають вулики, щоб відлякати міль і мурашок. Листки та квітки добре поїдаються лісовими звірами.
Як декоративна рослина материнка звичайна придатна для створення барвистих ділянок на газонах.

## Кулінарія
Рослина входить до складу пряних сумішей для паштетів, начинок з ліверу або м'яса, домашніх ковбас. Материнку додають до смаженого, тушкованого й запеченого м'яса, соусів і підлив. В італійській кухні нею ароматизують піцу. У деяких європейських країнах з материнкою готують страви з печериць, що відрізняються ніжним смаком і ароматом.
У Білорусі, на Кавказі материнку додають при солінні огірків і грибів. У Сибіру з нею готують ароматну начинку для пирогів, яку змішують із сиром, м'ясом, яйцями. Материнка добре поєднується з багатьма прянощами, але особливо — з чорним перцем, базиліком, розмарином, майораном.

## Збирання, переробка та зберігання
Збирають верхівки стебел з квітками (20-30 см завдовжки), зриваючи їх руками або зрізуючи ножами чи серпами. Сушать сировину в чистих, добре провітрюваних приміщеннях або на горищах із залізним дахом, розстилаючи тонким шаром на папері чи тканині. Після висушування траву обмолочують і відділяють на решетах грубі стебла. Суху сировину пакують, пресуючи в тюки вагою по 100 кг. Зберігають у сухих, добре провітрюваних приміщеннях. Строк зберігання — три роки.

## Народні традиції
У народній українській традиції материнка — символ материнської любові та здоров'я дітей.
Повір'я і традиції, пов'язані з материнкою:
- На Купала хлопці кропили напоєм з материнки дівчат від нечистої сили.
- Дівчина, яка вирощує материнку, матиме багато талантів.
- Проводжаючи в далеку дорогу, мати давала своїй дитині вишитий рушник із загорнутим пучечком сухої материнки (на пам'ять про батьків, дім, юність, перше кохання тощо).
- За травою для зілля ходили тричі до схід сонця; викупавши в ньому дитину, воду виливали на три плоти, три дороги, три межі.